# Глухенький Борис Тихонович

Борис Тихонович Глухенький

Борис Тихонович Глухенький (13 серпня 1925, Ростов-на-Дону (Росія) — 19 грудня 2015, Київ) — український лікар-дерматовенеролог, доктор медичних наук (1974), професор (1975). Заслужений лікар України.
Багаторічний організатор наукової школи в галузі імунозалежних дерматозів. 
Один із фундаторів післядипломної дерматологічної освіти в Україні.

## Біографія
Народився 13 серпня 1925 року в місті Ростов-на-Дону (Росія) в родині лікаря. Батько — Тихон Титович Глухенький (1896–1990), професор, доктор медичних наук. На момент народження сина обіймав посаду асистента кафедри дерматовенерології медичного факультету Донського університету. 
Закінчив чотири класи середньої школи міста Мінеральні Води. Повну середню освіту отримав у Ростові-на-Дону, закінчивши восьмирічку на "відмінно". Продовжив навчання в місті Орджонікідзе (нині Владикавказ, Північна Осетія, Росія), куди був евакуйований разом з матір’ю, коли його батька мобілізували на військову службу.
У жовтні 1941 року разом з іншими учнями чоловічої статі своєї школи був відправлений на оборонні роботи (копати протитанкові рови, будувати дзоти) під місто Моздок. До навчання повернувся після розгрому німецько-фашистських військ під Москвою (зима 1941 року). Дев’ятий клас Борис Глухенький закінчив на “відмінно”.
В серпні 1942 року сім’я Глухеньких переїздить до Єревану (Вірменія).  Там Борис Глухенький здав екстерном всі екзамени за десятий клас на "відмінно”, отримавши атестат з відзнакою про закінчення середньої школи.
У 1943 році Борис Глухенький вступив до Медичного інституту міста Орджонікідзе, який на той час перебував в евакуації в Єревані. Після закінчення другого курсу, в липні 1944 року, студент Борис Глухенький був мобілізований до Червоної Армії. Протягом двох місяців був бійцем винищувального батальону, який вів боротьбу з німецькими диверсантами в горах Кавказу.
У грудні 1944 року Борис Глухенький був переведений на третій курс навчання до Львівського медичного інституту у зв’язку з переїздом його сім’ї до Львова, куди його батько отримав нове призначення. За відмінне навчання студент Глухенький отримував Сталінську стипендію. 
Інститут закінчив з відзнакою в 1947 році. Тоді ж був направлений на роботу лікарем-ординатором шкірного відділення клінічної лікарні Львівського медичного інституту. Водночас виконує обов’язки вченого секретаря цього інституту. Через деякий час призначається головним лікарем одного з львівських щкірно-венерологічних диспансерів.
В 1952-1953 роках брав участь у експедиціях із виявлення сифілісу в Івано-Франківській та Закарпатській областях, а також у санітарно-просвітницьких кампаніях у західних областях України.
1953–1955 — молодший науковий співробітник Львівського науково-дослідного інституту дерматології і венерології (обраний за конкурсом). 
У 1955 році захистив кандидатську дисертацію на тему «Роль білкових функціональних проб печінки при лікуванні хворих на сифіліс новарсенолом і препаратами вісмута».
Того ж року, у зв’язку з розформуванням Львівського науково-дослідного інституту дерматології і венерології, Борис Глухенький був переведений на посаду асистента кафедри дерматовенерології Київського медичного інституту ім. О. О. Богомольця. Там він пропрацював до 1961 року. 
З 1961 року — доцент, старший викладач, науковий співробітник та професор Київського інституту вдосконалення лікарів (нині —  Національний університет охорони здоров’я України імені П. Л. Шупика).
1964-1994 – головний позаштатний спеціаліст Міністерства охорони здоров’я (МОЗ) Української РСР (з 1991 року — України) за спеціальністю “дерматовенерологія”. Перебуваючи на цій посаді, брав активну участь у засіданнях Колегії МОЗ та методичних нарадах з розгляду організаційних і фахових питань дерматовенерологічної служби.
У 1974 році захистив докторську дисертацію «Матеріали до патогенезу екземи (клініко-експериментальні дослідження)».
У 1975 році отримав вчене звання професора.
1976–1993 — завідувач кафедри дерматовенерології Київського інституту удосконалення лікарів. 
1992-1999 — голова Українського товариства дерматовенерологів.
1994-2003 — професор кафедри дерматовенерології Київського інституту вдосконалення лікарів.
1994-2013 - професор-консультант (за трудовою угодою) Київського міського шкірно-венерологічного диспансеру.
З 2001 року - віце-президент Української Асоціації лікарів-дерматовенерологів і косметологів, голова Київського міського осередку Асоціації.
З 2010 року – Почесний президент Асоціації.
З 2014 року — професор-консультант шкірно-венерологічного відділення в Олександрівській клінічній лікарні міста Києва.
Помер 19 грудня 2015 року в Києві на 91-му році життя. Похований у Києві.

## Наукова, професійна та громадська діяльність
Борис Глухенький був одним із перших дослідників імунозалежних дерматозів в Україні та ролі гормонів наднирників у їхньому розвитку. Його монографія «Імунозалежні дерматози» (1990) стала основою для розвитку вітчизняної дерматоімунології. Він також зробив значний внесок у вивчення екземи, псоріазу, кропив’янки, старечого свербежу, булозних дерматозів та клінічної фармакотерапії в дерматології.
Займався вдосконаленням методів лікування хворих на сифіліс та гонорею.
Керував організацією системи спеціалізованої дерматологічної допомоги в Україні. Брав участь у оновленні підходів до диспансерного нагляду, профілактики та лікування шкірних і венеричних хвороб.
Опублікував понад 200 наукових і методичних праць. Мав авторські свідоцтва та патенти.
Під керівництвом Бориса Глухенького було підготовлено 17 кандидатів і докторів медичних наук. Серед його учнів — професор Сергій Грандо (США), професор Ольга Богомолець, професор Андрій Курченко, а також низка науковців, які сформували кістяк сучасної української дерматовенерології.
Член експертної комісії Вищої атестаційної комісії України (1970–1992).
Був делегатом та доповідачем на багатьох з’їздах, симпозіумах, міжнародних конгресах у СРСР, Європі, США, Ізраїлі, Югославії, Болгарії, НДР, Польщі.

## Головні праці
• «Гнойничковые болезни кожи» (К., 1983) (у співавторстві)
• «Справочник по врачебной косметике» (К., 1986) (у співавторстві)
• «Иммуннозависимые дерматозы» (К., 1990) (у співавторстві)
• «Старческий зуд» (К., 1993)
• “Лечение аллергодерматозов с применением антигистаминных препаратов второго поколения “// Укр. журн. дерматологии, венерологии и косметологии. 2002. - № 2 (у співавторстві).
• History and clinical Significance of mechanical Symptoms in blistering dermatos in blistering dermatoses // J. American Academy of Dermatology. 2003. Vol. 48, № 1. 
Брав також участь у підготовці практичних посібників з лікування алергодерматозів та дерматозів у осіб літнього віку.

## Нагороди
• Відзнака «Відмінник охорони здоров’я СРСР»
• Почесні грамоти МОЗ України
• Почесна відзнака Української асоціації лікарів-дерматовенерологів і косметологів «Честь і пошана від Української дерматовенерології».

## Відгуки колег і учнів
Сергій Грандо, професор кафедри дерматології Університету Каліфорнії в м. Девіс (США): 
“До Глухенького на консультацію з’їжджалися хворі фактично з усього колишнього СРСР, як правило, такі, що вже побували в багатьох лікарів і пройшли безуспішне лікування. Ці консультації я ніколи не забуду, коли Борис Тихонович із ходу видавав діагнози, про які ми й не чули, до найменших подробиць «розкочував» кожен симптом… Повірте, ми ним цілком щиро захоплювалися! Та він і став таким успішним дерматологом багато в чому завдяки своїм унікальним природним даним, своїй дивовижній пам’яті…”.
Ольга Богомолець, головний лікар Інституту дерматології та косметології, доктор медичних наук:
Саме професор Глухенький був моїм науковим керівником під час підготовки кандидатської дисертації, яка була присвячена алергодерматозам (я писала її тоді ще на друкарській машинці). Борис Тихонович мене спрямовував і у виборі теми для дисертації, і в подальших наукових публікаціях...  У Бориса Тихоновича в голові завжди працювала така собі фармацевтична фабрика, кожен його пропис відрізнявся від іншого, завжди враховувався вік, стать пацієнта, стан його шкіри та безліч подібних речей. Тому його секрет — у найглибшому аналітичному розумі, здатності кожному пацієнту підібрати суворо індивідуальне, єдино правильне для нього лікування.
Андрій Курченко, доцент кафедри клінічної імунології й алергології Національного медичного університету: 
«Київська школа дерматології, і зокрема школа Глухенького, завжди славилися своїм новаторством. Уже в далекі 1970-ті він намагався подивитися на суто дерматологічні питання з боку цілком нового на той момент напряму — прикладної імунології, про яку лише сьогодні заговорили на повен голос! Борис Тихонович ніколи не боявся конкуренції. Коли він «на око» ставив діагноз, відсоток його лікарської помилки був мінімальний, повірте, я такого ніде більше не спостерігав».